# Medal Wojenny Wojsk Terytorialnych
Medal Wojenny Wojsk Terytorialnych (ang. Territorial Force War Medal) – brytyjski medal za udział w I wojnie światowej, tylko dla członków sił lądowych.

## Zasady nadawania
Aby się zakwalifikować, odbiorca musiał być członkiem sił lądowych przed 30 września 1914 oraz musiał brać udział w bojach poza Zjednoczonym Królestwem między 5 sierpnia 1914 i 11 listopada 1918.
Kandydaci, którzy już zakwalifikowali się do 1914 Star albo 1914-15 Star, byli wyłączani.

## Opis medalu
Okrągły medal wykonany z brązu o średnicy 36mm.
- Awers: portret Króla Jerzego V
- Rewers: na obwodzie napis z nazwą medalu, w środku wieniec laurowy i napis FOR VOLUNTARY SERVICE OVERSEAS 1914-1919

Wydano w sumie 34 000 takich medali.